# Звенигородское княжество (Чернигово-Северская земля)

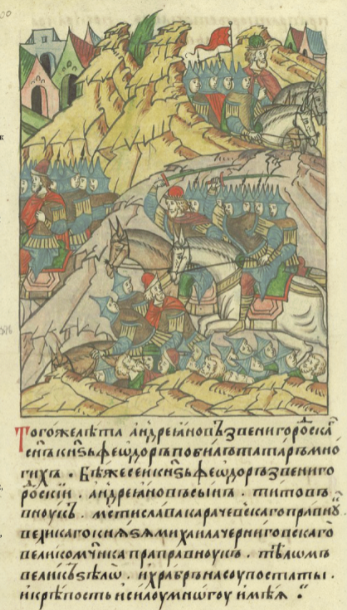
Фёдор Андреевич Звенигородский в битве с татарами

Звенигородское княжество — удельное русское княжество в Чернигово-Северской земле,существовавшее с 1340 по 1440-е годы.
Согласно разным вариантам локализации, столица княжества располагалась в бассейне р.Оки или р.Сейма, существуют соответствующие версии происхождения Звенигородских князей.
После завоевания их удела Великим княжеством Литовским в 1440-х годах, его ликвидировал Казимир Ягеллончик, а князья Звенигородские выехали на московскую службу. Впоследствии, они стали служилыми князьями, занимая должности государевых воевод и наместников.
От князей Звенигородских (или от потомков не Андрея, а его брата Тита Мстиславича) происходит существующий княжеский род Болховских.

## Князья Звенигородские
- Андрей Мстиславич козельский (? – 1339)/Андриан Семёнович новосильский[4]
- Иван II Иванович Красный (1339 – 1353)
- Фёдор Андреевич (князь звенигородский) (1353 — после 1377)
- Александр Фёдорович (князь звенигородский) (после 1377 — 1408) последний удельный князь Звенигородский, после 1408 выехал со своими сыновьями в свите князя литовского Свидригайлы в Москву и остался там на службе, а его удел в Литве был ликвидирован.